# Viteric
Viteric (570-609) fou rei dels visigots d'Hispània del 603 al 609.
Succeí Liuva II, després de rebel·lar-s'hi, fer-lo presoner, tallar-li una mà i fer-lo assassinar el 603.
Tradicionalment s'ha cregut que Viteric va afavorir l'arianisme. No existeixen proves d'això, encara que és probable que el nou rei, fins i tot sent formalment catòlic, conservés les seves antigues creences. En tot cas, políticament no era convenient tornar a la situació anterior al 589.
Se sap que va estar enfrontat a una part de la noblesa i del clero (però comptava amb el suport d'alguns bisbes, entre ells el bisbe Elergius d'Egara, avui Terrassa).
Un comte de la Narbonense anomenat Bulgar de Bulgaran va ser torturat, empresonat i després desterrat durant el seu regnat. El mateix Bulgar explica que va ser ajudat per dos bisbes, Agapius i Sergi, que després del regnat de Viteric van ocupar seus metropolitanes (Sergi va ser Arquebisbe de Narbona). Els dos bisbes van conservar la seva vida i els seus càrrecs, i fins i tot Bulgar va ser refet com a comte abans de la mort de Viteric (a causa d'una visió que havia tingut el rei segons Bulgar explica en una de les seves cartes). Bulgar va participar més tard en les negociacions diplomàtiques que buscaven una aliança dels visigots amb els reis merovingis Teodebert i Clotari (d'Austràsia i Nèustria) i amb Agilulf rei dels Llombards, adreçada contra Brunequilda i el seu net Teodoric de Borgonya.
El Bisbe de Toledo Aurasius, va tenir dificultats, però no és segur que fossin motivades per un enfrontament amb el rei, car podia tractar-se d'un problema religiós intern.
Viteric va lluitar contra els romans d'Orient. Un dels seus generals va ocupar Sagontia o Gisgonza sense que se sàpiga que any encara (però al voltant del 605). Probablement a la mateixa època va ser ocupada Bigastrum (no gaire lluny de Cartago Nova) el bisbe de la qual ja apareix a les actas del Concili toledà de l'any 610.

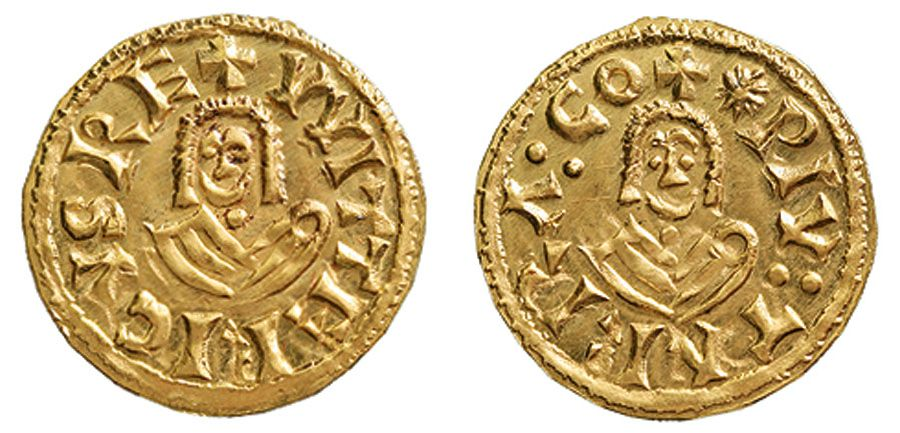
Moneda d'or encunyada a Tarraco durant el seu regnat.

El 607 Teodoric de Borgonya va sol·licitar la mà de la filla de Viteric, Ermenberga (potser ariana), a la qual va jurar que mai privaria de la seva condició de reina. La princesa va arribar a Châlon-sur-Saône però la reina àvia, Brunequilda, i la seva neta Teudila o Teudilana (germana de Teodoric) van instigar al rei borgonyó contra Ermenberga, i finalment el matrimoni no va arribar a celebrar-se, sent reexpedida a Toledo, sense el seu dot. Viteric, ofès, va entrar en la quàdruple aliança contra Borgonya, en les negociacions posteriors de la qual (ja en temps de Gundemar, successor de Viteric) va participar l'esmentat comte Bulgar de Bulgaran. L'aliança no obstant això, no va tenir èxit, encara que de les cartes de Bulgar es desprèn que hi va haver una sèrie de combats que van tenir com teatre la zona de la Narbonense, però no es coneix ni la zona d'operacions, ni la seva durada, ni el seu resultat.
Com Isidor de Sevilla no fa cap menció a aquests successos, pot deduir-se d'això que les lluites van ser més aviat escaramusses frontereres menors i que els visigots no van obtenir cap èxit, car d'haver estat victorioses Isidor probablement les hauria esmentat, i si haguessin estat importants, fins i tot essent desfavorables, no hauria pogut ometre-les. Se sap per la mateixa correspondència, que la Narbonense era teatre de moltes calamitats, però no s'indica quines eren ni si afectaven a altres províncies o territoris.
Una conjura de nobles, probablement d'una facció rival, i pròxims del clero catòlic, assassinà a Viteric durant un banquet, l'abril del 610. El seu cadàver va ser arrossegat pels carrers de Toledo. Els nobles conjurats van aclamar com rei a un d'ells anomenat Gundemar, probablement dux de la Narbonense.